# Gelijkenis van de slechte pachters

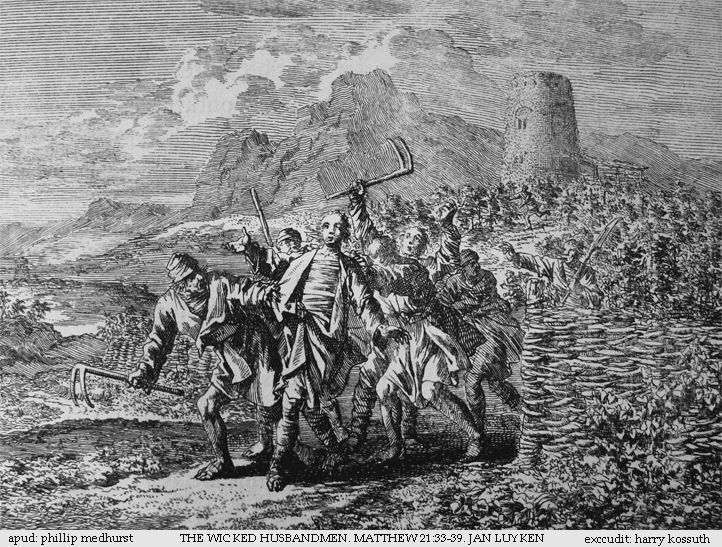
De slechte pachters uit de Bowyer Bible (19e eeuw)

De gelijkenis van de slechte pachters, ook bekend als de gelijkenis van de boze wijngaardeniers, is een gelijkenis van Jezus die staat in Matteüs 21:31-41, Marcus 12:1-9 en Lucas 20:9-16. Deze gelijkenis wordt ook verhaald in het  apocriefe Thomasevangelie logion 65.

## Inhoud
Een man legde een wijngaard aan. Hij groef een kuil voor de wijnpers en bouwde een uitkijktoren. Hij verpachtte de wijngaard aan wijnbouwers en ging zelf op reis. Toen het de oogsttijd was aangebroken stuurde hij een knecht om zijn deel van de opbrengst in ontvangst te nemen. Toen deze aankwam bij de wijngaard, grepen ze hem, mishandelden hem en stuurden hem met lege handen terug. Daarna stuurde hij een andere knecht, die ze vernederden en in zijn gezicht sloegen. Hij stuurde nog een derde, die ze doodden, en nog vele anderen. Ten slotte was alleen nog zijn geliefde zoon over. Hij stuurde deze als laatste, met de gedachte dat ze voor zijn zoon wel ontzag zouden hebben. Maar de wijnbouwers zeiden tegen elkaar: "Dat is de erfgenaam. Kom op, laten we hem doden, dan is de erfenis voor ons." Ze grepen hem vast, doodden hem en gooiden zijn lichaam buiten de wijngaard. Hierop kwam de eigenaar van de wijngaard zelf, doodde de wijnbouwers en gaf de wijngaard aan anderen.— Gebaseerd op de versie in Marcus

## Interpretatie
Al in het Oude Testament diende de wijngaard als beeld voor de Israëlieten (vergelijk Jesaja 5:1). In Zijn goedheid stuurde God altijd nieuwe dienaren (d.w.z. de profeten) om de beloning voor Zijn genade (d.w.z. een leven dat overeenkomt met het uitverkoren volk van God) op te eisen. Deze boodschappers werden echter herhaaldelijk afgewezen en soms zelfs gedood. Deze afwijzing mondde uit in de moord op de zoon. Daarmee werd het lijden en sterven van Jezus al aangegeven. Deze missie van de Zoon wordt zo de basis voor een nieuw verbondsvolk dat verder gaat dan Israël.

## Authenticiteit
Het verhaal, dat voorkomt in de drie synoptische evangeliën, is meervoudig geattesteerd en voldoet door zijn eschatologie ook aan het criterium van coherentie. Daarmee behoort tot de weinige parabels die ook volgens de historisch-kritische methode teruggaan op de historische Jezus.